# Storena parvula
Storena parvula är en spindelart som beskrevs av Lucien Berland 1938. Storena parvula ingår i släktet Storena och familjen Zodariidae. Inga underarter finns listade i Catalogue of Life.